# 大印第安 (紐約州)
大印第安（英語：Big Indian）是位於美國紐約州阿爾斯特縣的非建制地區。

## 歷史
大印第安的郵局自1865年營運至今。

## 地理
大印第安所處的海拔為高於海平面371米（即1217英呎），而該地所採用的時區為UTC-5，即北美东部时区（EST）。同時該地設有夏令時間，為UTC-5調快一小時，即UTC-4（EDT）。